# Bela Vista do Toldo
Bela Vista do Toldo este un oraș în Santa Catarina (SC), Brazilia.